# 中央三井資產信託銀行
中央三井資產信託銀行，全名為中央三井資產信託銀行股份有限公司（日：中央三井アセット信託銀行株式会社），是中央三井信託控股股份有限公司（日：中央三井トラスト・ホールディングス株式会社）旗下的信託銀行，其主要業務是向機構投資者提供年金及證券信託服務。

## 概說
1995年12月，櫻花銀行的信託銀行子公司櫻花信託銀行股份有限公司正式成立。2001年4月，櫻花銀行與住友銀行合併為三井住友銀行。由於是次合併，2001年6月，櫻花信託銀行的全部股份轉讓至三井集團旗下的中央三井信託銀行，成為該行的子公司。
2002年2月，中央三井信託銀行之全部股權轉讓至新成立的控股公司三井信託控股（日：三井トラスト・ホールディングス），而該行所持有之子公司也直接成為三井信託控股旗下的子公司，當中櫻花信託銀行其後改名為三井資產信託銀行（日：三井アセット信託銀行）。同年3月，中央三井信託銀行把年金及證劵部門轉移至三井資產信託銀行。至此，中央三井信託銀行負責零售信託及銀行業務，而三井資產信託銀行則負責以機構投資者為對象的年金及證券信託服務，集團內的分工體制正式確立。3至4月，三井資產信託銀行接受外來出資，而該行的原持股公司的出資比率變成84.40％。
2006年11月，該行進行股權交換，該行的原持股公司的出資比率由84.40％變成100%，再次成為完全的子公司。2007年10月1日，隨著該行持股公司改名為中央三井信託集團（日：中央三井トラスト・グループ），而三井資產信託銀行股份有限公司也改名為中央三井資產信託銀行股份有限公司。
2012年4月1日，住友信託銀行、中央三井信託銀行、中央三井資產信託銀行合併成立三井住友信託銀行。

## 外部連結
- 中央三井資產信託銀行（页面存档备份，存于）